# برادوی دنی رز
برادوی دنی رز (انگلیسی: Broadway Danny Rose) فیلمی به کارگردانی وودی آلن است که در سال ۱۹۸۴ منتشر شد. از بازیگران آن می‌توان به میا فارو، وودی آلن، میلتون برل و سندی بارون اشاره کرد.

## خلاصه فیلم
در اقدامی برای رساندن یک بازیگر به معشوقه خود، یک مامور استعدادیابی توسط گنگستری حسود با معشوق او اشتباه گرفته می‌شود و...